# Jesús Rodríguez Ferrer
Jesús Rodríguez Ferrer (Alzira, 1938 - 9 de març de 2019) va ser un pilotaire valencià, més conegut pel nom esportiu de Ferrer II. El seu pare era Ferrer de Miramar.Rest en la modalitat d'escala i corda, va estar en actiu en els anys 60 i 70. En retirar-se, va ser trinqueter d'Alzira a finals dels anys 1980 i 1990. El 2014 va ser homenatjat a la seua localitat, on va faltar als 81 anys.